# Kalančacký rajón
Kalančacký rajón (ukrajinsky Каланчацький район) byl rajón v Chersonské oblasti na Ukrajině. Hlavním městem byl Kalančak a rajón měl přibližně 21 tisíc obyvatel. 

## Sídla v rajónu
- Kalančak
- Myrne